# Galceran van Besora
Galceran van Besora of voluit Galceran van Besora en Cartellà (geboren in Santa Maria de Besora op ? - gestorven in 1383 in Ripoll) was een benedictijnse monnik en de zevende president van de Generalitat in Catalonië. Hij werd benoemd tijdens de Corts Catalanes van Barcelona  in 1377. 
Hij was de tweede zoon van Jakob II, kasteelheer van Besora en Agnes van Cartellà. Op het moment van zijn verkiezing tot president was hij aalmoezenier van het klooster Santa Maria de Ripoll. In 1381 werd hij verkozen tot abt, een functie die hij tot zijn overlijden in 1383 zal vervullen.  Hij wordt gezien als een overgangspresident, die vooral orde op zaken moest stellen, daar zijn afgezette voorganger Willem van Guimerà niet erg zorgvuldig met de financiën was omgesprongen. Op maritiem vlak probeerde hij de vloot van de Generalitat tegen zeerovers te beschermen. Hij moest zich tevens bezighouden met de oorlogsdreiging die van de hertog van Anjou uitging.